# Далин, Олле
 Олле Далин (швед. Olle Dahlin; род. 8 августа 1954) — спортивный функционер, второй президент Международного союза биатлонистов.

## Биография
Родился 8 августа 1954 года. В юности занимался лыжными гонками, стрельбой и биатлоном, но каких-либо успехов не достиг. Основал в Сундсвалле (Швеция) биатлонный клуб и был там тренером. Этот клуб стал одним из самых успешных в Швеции: в частности, там началась биатлонная карьера одной из самых успешных биатлонисток мира Магдалены Форсберг.
Занимался организацией внутренних шведских кубков и чемпионатов по биатлону.
С 1987 по 1998 годы руководил группой шведской национальной команды на кубках мира, юниорских чемпионатах мира, чемпионатах мира и Олимпийских играх.
Международный судья IBU с 1995 года.
Руководитель соревнований по биатлону на Европейских Молодежных Олимпийских Днях 1997 года.
1999—2005 годы — член совета Федерации биатлона Швеции.
2005—2010 годы — вице-президент Федерации биатлона Швеции.
В 2010 году избран президентом шведской Федерации биатлона.
Член Правления IBU WCH Biathlon Östersund 2008 и председатель IBU WCH Biathlon Östersund 2019.
Член правления шведского Олимпийского комитета с 2017 года.
2014—2018 годы — вице-президент Международного союза биатлонистов.
7 сентября 2018 года на XIII очередном Конгрессе IBU, проходившем в хорватском Порече, избран президентом организации, обыграв своего единственного конкурента — главу Федерации биатлона Латвии Байбу Брока — 39 голосами против 12. Он сменил на этом посту первого и единственного с момента образования организации в 1993 году президента Андерса Бессеберга, который был вынужден досрочно уйти в отставку на фоне коррупционного скандала, связанного с получением взяток и сокрытием положительных допинг-проб российских биатлонистов.
Накануне выборов норвежский канал NRK получил несколько анонимных писем, в которых утверждается, что Далин путём подкупа пытался получить голоса федераций Сербии и Индии: оплатил перелет членам этих федераций в Хорватию, где проходит конгресс IBU, обещал им в будущем финансовую поддержку, а также пригласил на бесплатный семинар в Эстерсунде. Сам Далин опроверг данную информацию, подтвердив только факт приглашений на семинар.

## Семья
Женат, имеет троих сыновей.